# Pistolet startowy

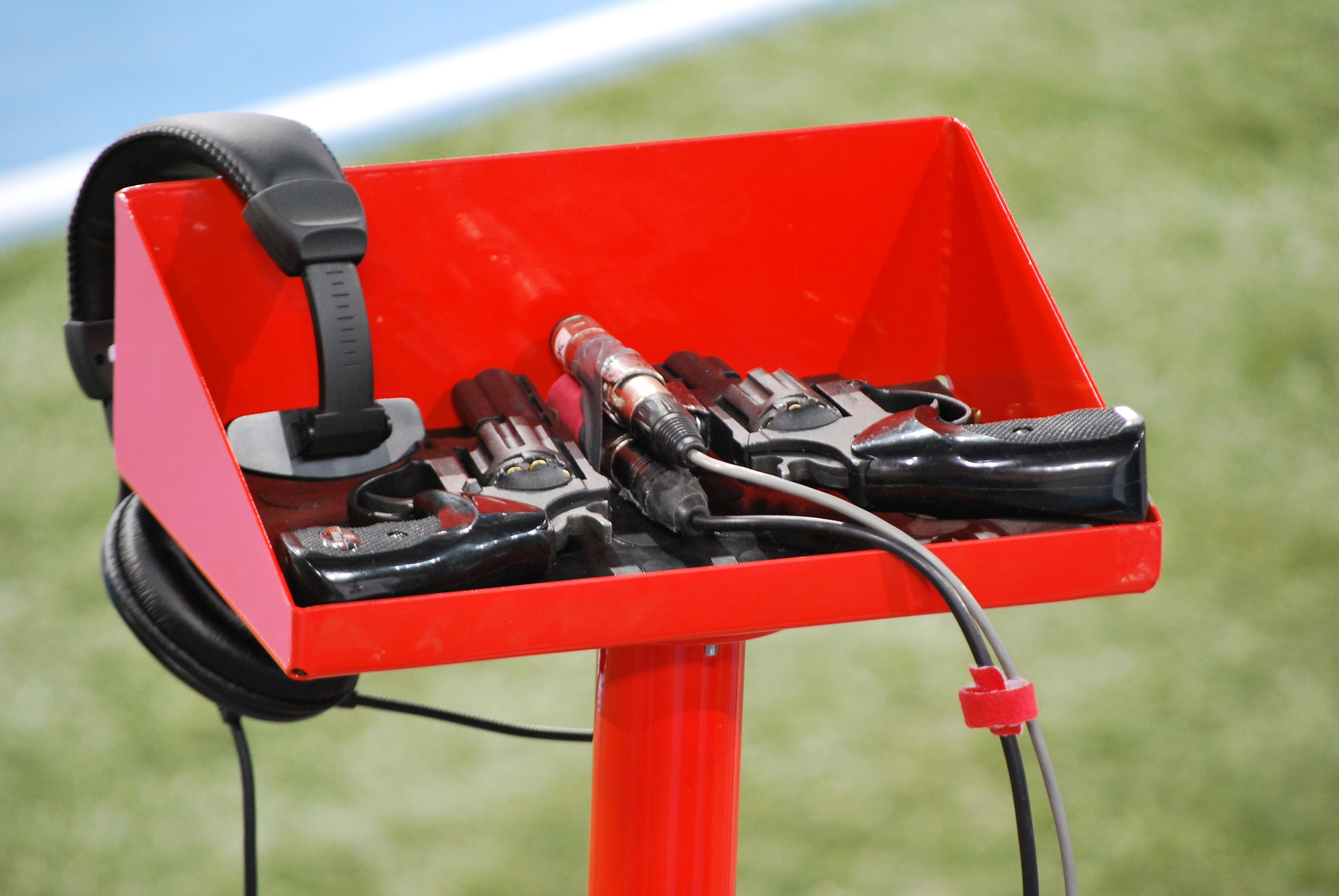
Pistolety startowe na halowym mityngu lekkoatletycznym Pedro’s Cup 2015 w Łodzi

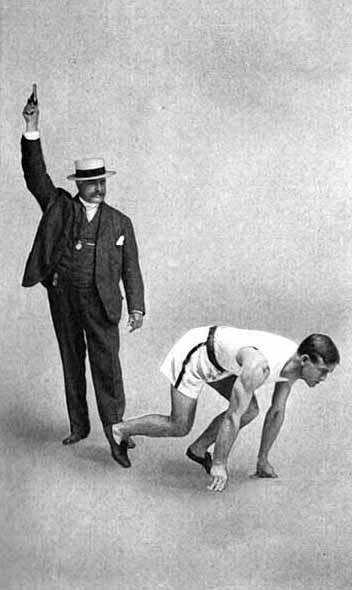
Sygnał startu do biegu sprinterskiego podawany pistoletem startowym na Letnich Igrzyskach Olimpijskich 1904 w Saint Louis

Pistolet startowy – rodzaj broni palnej przeznaczonej do emitowania głośnego sygnału startu w zawodach sportowych, na przykład w wyścigach.
Jeśli w zawodach pomiar czasu dokonywany jest manualnie, stoperem ręcznym, a miejsce startu znajduje się w odległości większej niż kilkadziesiąt metrów od mety, to jest istotne, by pistolet startowy w chwili strzału emitował oprócz dźwięku również sygnał optyczny – najczęściej błysk połączony z chmurką dymu wydobywającą się z pistoletu. Umożliwia to sędziom mierzącym czas uruchomienie stoperów w chwili oddania strzału, a nie dopiero wówczas, kiedy fala dźwiękowa od startera trafi do mety (uwzględniając prędkość dźwięku w powietrzu, na stadionie lekkoatletycznym w biegu na 100 metrów dźwięk od startera do sędziów na mecie dociera dopiero po ⅓ sekundy).
Współczesne wymagania dotyczące pomiaru czasu na zawodach najczęściej wywołują potrzebę – zwłaszcza w zawodach wyższej rangi – wyeliminowania błędów wynikających z ręcznego pomiaru czasu. Na potrzeby elektronicznego pomiaru czasu stosuje się zatem różnorodne systemy automatycznego uruchamiania stoperów, w tym również pistolety startowe połączone bezpośrednio (kablami) z zegarem. Użycie rozwiązań elektronicznych umożliwia również wyeliminowanie małych (ale mogących mieć znaczenie w zawodach) różnic wynikających z ograniczonej prędkości dźwięku i z faktu, że każdy z zawodników znajduje się w innej odległości od startera (na przykład od paru do parunastu metrów), co powoduje, iż ten znajdujący się najdalej usłyszeć może strzał startera nawet o kilkadziesiąt milisekund później niż ten znajdujący się najbliżej. Eliminuje się to poprzez umieszczenie w blokach startowych każdego zawodnika głośnika, który emituje „wystrzał” – sygnał startu; takie rozwiązanie usuwa różnice w czasie dotarcia sygnału do każdego z zawodników.
Przy zastosowaniu elektronicznego pomiaru czasu i głośników emitujących sygnał startu sam pistolet startowy traci de facto rację bytu, jednakowoż nadal jest używany po to choćby, by zgromadzeni na zawodach widzowie mogli śledzić zawodników: widzieli (i słyszeli) jak przebiegają. Na Zimowych Igrzyskach Olimpijskich 2010 w Vancouver zastosowano całkowicie elektroniczny system, w którym urządzenia startowe nie miały cech broni palnej.
Zgodnie z polskimi regulacjami dotyczącymi wyposażenia stadionów lekkoatletycznych opracowanymi przez Komisję Obiektów i Sprzętu PZLA na podstawie Przepisów World Athletics i Regulaminów PZLA, do organizacji zawodów lekkoatletycznych w Polsce w V najniższej (szkolnej) klasie zawodów w wyposażeniu organizatorów powinny się znajdować co najmniej dwa pistolety startowe i 100 nabojów startowych (dymnych), a w klasie I (najwyższej, światowej) – cztery pistolety i 300 nabojów.
Ze względu na swoje podobieństwo do ostrej broni palnej, pistolety startowe (tak jak pistolety hukowe) podlegają w różnych krajach różnym restrykcjom związanym bądź to z potrzebą uzyskiwania zezwoleń (na przykład w Polsce zezwolenia są potrzebne od kalibru 6 mm wzwyż), bądź to z potrzebą specyficznego ich oznakowania (na przykład w Wielkiej Brytanii muszą być malowane na jaskrawe kolory).
W regatach żeglarskich rolę wystrzału z pistoletu startowego spełnia często wystrzał z armaty, tradycyjnie sygnalizującej moment startu.